# Matteuccia struthiopteris
Matteuccia struthiopteris (L.) Tod., conosciuta anche come felce penna di struzzo, è una pianta appartenente alla famiglia delle Onocleaceae, l'unica del genere Matteuccia Tod.. L'epiteto della specie, struthiopteris, deriva dalle parole greche antiche στρουθίων (strouthíōn) "struzzo" e πτερίς (pterís) "felce". 

## Descrizione
M. struthiopteris presenta fronde dimorfiche, con le fronde sterili verdi decidue quasi verticali, alte 100-170 cm e larghe 20-35 cm, affusolate verso la base e la punta, tanto da assomigliare a piume di struzzo, da cui l'epiteto. Le fronde fertili sono più corte, lunghe 40-65 cm, marroni a maturità, con tessuto fogliare altamente modificato e ristretto arricciato sugli sporangi; si sviluppano in autunno, persistono erette durante l'inverno e rilasciano le spore all'inizio della primavera.

## Distribuzione

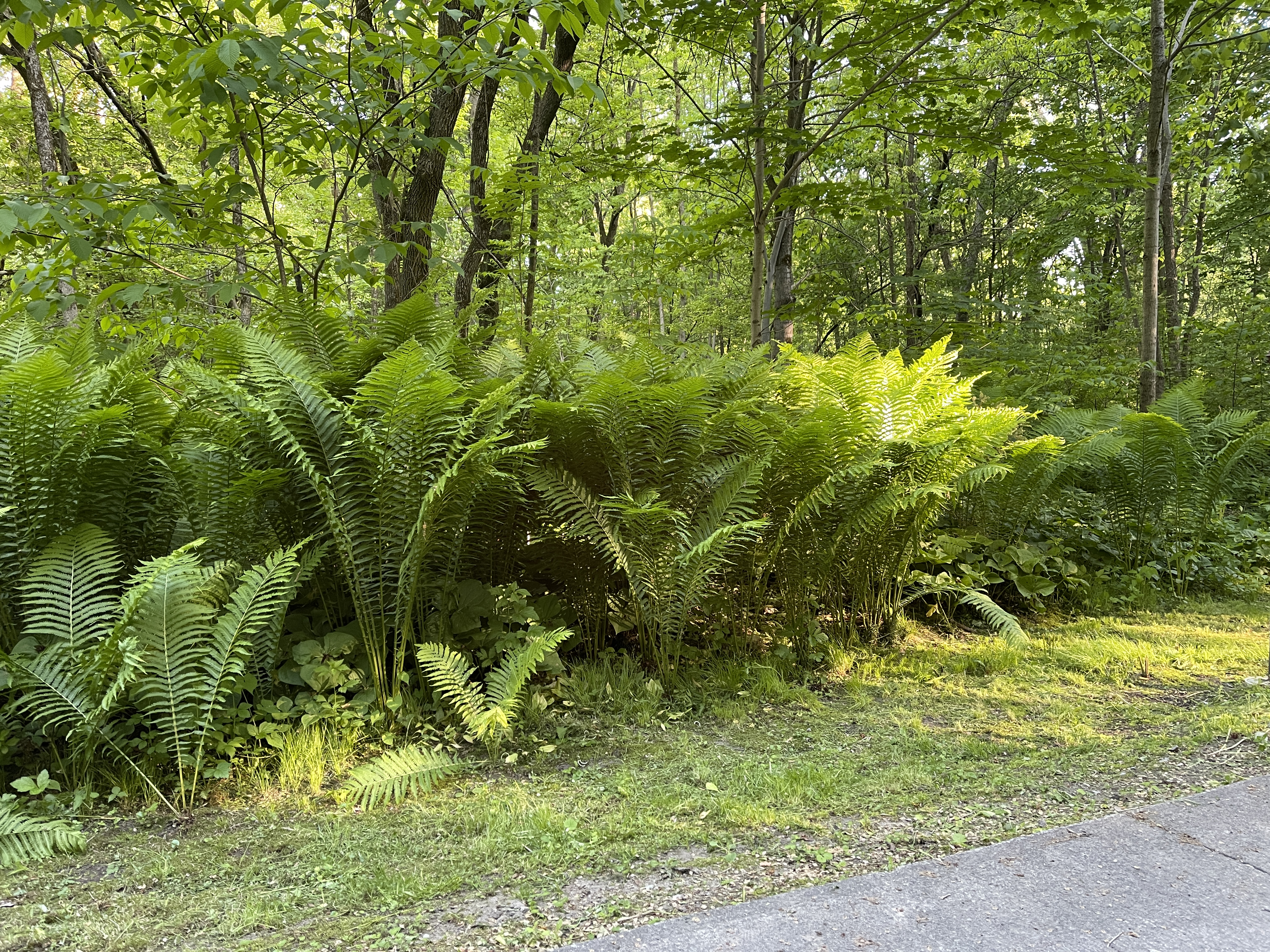
Esemplari di M. struthiopteris

M. struthiopteris è presente nelle regioni temperate dell'emisfero settentrionale, nell'Europa centrale e settentrionale, nell'Asia settentrionale, e nel Nord America settentrionale. Forma una chioma completamente verticale, preferendo le rive dei fiumi e i banchi di sabbia, ma emette stoloni laterali per formare nuove chiome. Può così formare colonie dense, resistenti alla distruzione causata dalle acque alluvionali.

## Usi

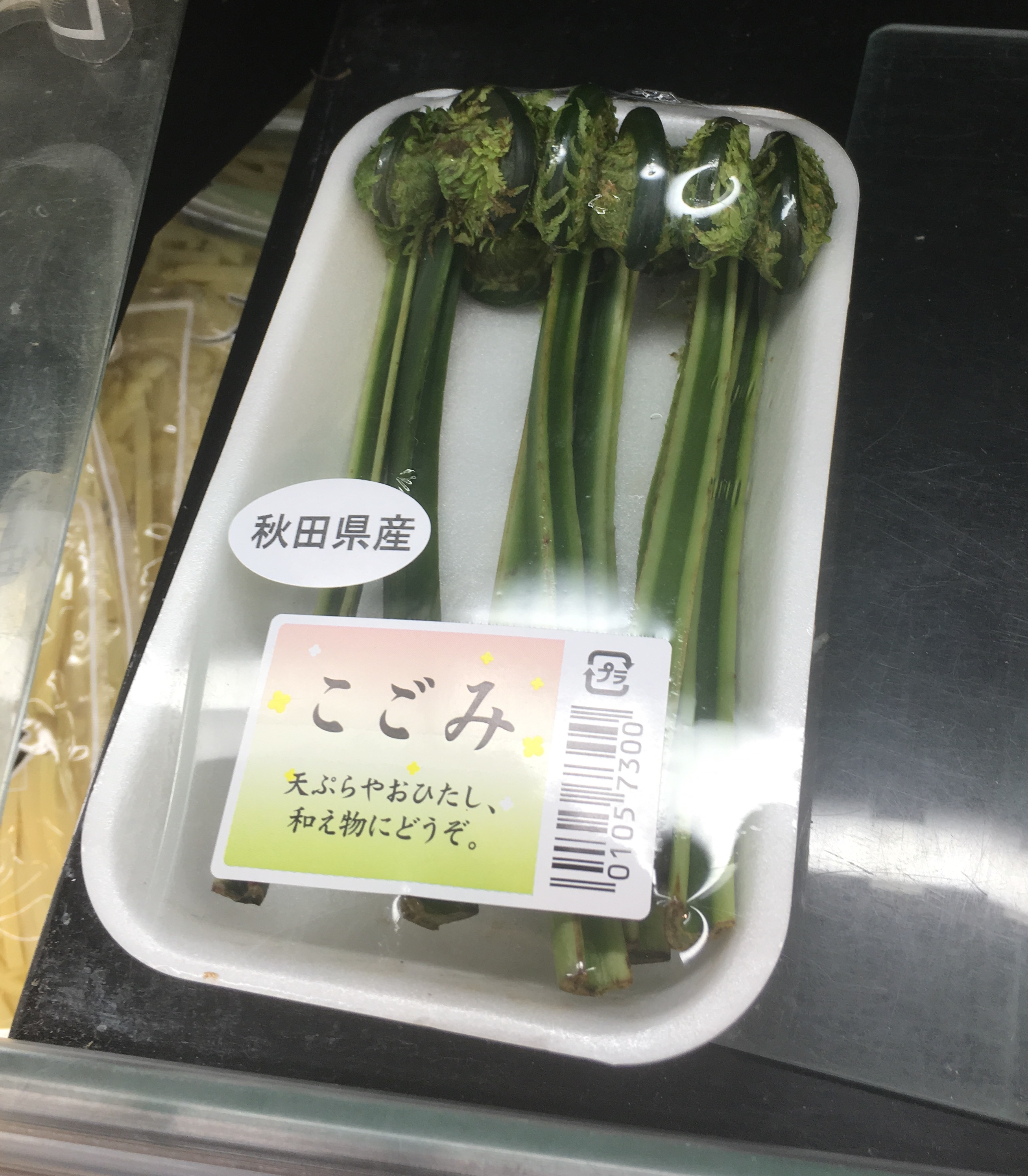
Germogli di felce in vendita in Giappone

M. struthiopteris è una pianta ornamentale molto popolare nei giardini. 
Le fronde immature strettamente avvolte, chiamate teste di violino, sono anche utilizzate come verdura cotta, e sono considerate una prelibatezza soprattutto nelle aree rurali del nord-est del Nord America. Si ritiene sconsigliato mangiare le felci crude. Le squame marroni non sono commestibili e devono essere raschiate via.
I germogli vengono raccolti anche in tutto il Giappone (kogomi in giapponese) e in altre regioni asiatiche, dove sono considerati una prelibatezza.
Inoltre, in Norvegia, le felci di violino venivano apparentemente utilizzate nella produzione di birra e, in Russia, nel controllo dei parassiti intestinali.